# Lons
Lons é uma comuna francesa na região administrativa da Nova Aquitânia, no departamento dos Pirenéus Atlânticos. Estende-se por uma área de 11,52 km². Em 2010 a comuna tinha 13 976 habitantes (densidade: 1 213,2 hab./km²).